# Mila (Argélia)
Mila (em árabe: ميلة) é uma cidade do Nordeste da Argélia, capital da Mila (província). Na antiguidade, era conhecida por Milevo (em latim: Milevum) que é actualmente uma sé titular episcopal na província romana da Numídia.